# Laurent Gaudé
Pour les articles homonymes, voir Gaude (homonymie).
Laurent Gaudé, né le 6 juillet 1972 dans le 14e arrondissement de Paris, est un écrivain français.
Il a obtenu le prix Goncourt des lycéens et le prix des libraires avec La Mort du roi Tsongor, en 2002, puis le prix Goncourt pour son roman Le Soleil des Scorta, en 2004.

## Biographie
Laurent Gaudé a fait sa scolarité au collège Paul-Bert de Paris, puis à l'École alsacienne. Il poursuit ensuite des études de lettres modernes avant de s’orienter vers le département d’études théâtrales de Paris III Sorbonne Nouvelle. Il y soutient d’abord un mémoire de maîtrise intitulé Le Thème du combat dans la dramaturgie contemporaine française, sous la direction de Michel Corvin (1994), puis un mémoire de DEA intitulé Le Conflit dans le théâtre contemporain, sous la direction de Jean-Pierre Sarrazac (1998).
Parallèlement à ses études, il commence à écrire. En 1994, âgé de 22 ans, il envoie un premier texte intitulé Une fille et trois garçons à Du théâtre, la revue qui le publie. Ce même texte, ajouté à deux autres, sera publié par Claude Lanzmann dans la revue Les Temps modernes.
En 1996, à l’âge de 24 ans, il écrit sa première pièce de théâtre, Onysos le Furieux. L’homme de théâtre Hubert Gignoux, figure de la décentralisation théâtrale en France, en fait une lecture publique à Théâtre Ouvert en 1997. La pièce est ensuite créée au Théâtre national de Strasbourg par le metteur en scène Yánnis Kókkos en 2000 avec Jean-Yves Dubois comme interprète.
En 1998, il écrit sa deuxième pièce : Pluie de cendres qui sera montée au Studio de la Comédie-Française en 2001.
Sa troisième pièce, intitulée Combat de possédés, paraît en 1999. Elle est traduite en allemand et créée à la Schauspiel de Essen puis au Landes Theater de Linz et lue au Royal National Theatre de Londres.
En 2001, il écrit son premier roman Cris, un récit choral sur la guerre de 14-18 qui est publié par Actes Sud. S’ensuivent des années où Laurent Gaudé écrit aussi bien des pièces de théâtre (Médée kali, Le Tigre bleu de l’Euphrate, Les Sacrifiées, Salina…) que des romans.
En 2002, La Mort du roi Tsongor, son deuxième roman, lui vaut d’être reconnu à la fois par le monde littéraire et par le grand public. Cité pour le prix Goncourt, il est récompensé par le prix Goncourt des lycéens et le prix des libraires. Deux ans plus tard, il remporte le prix Goncourt ainsi que le prix du jury Jean-Giono avec son roman Le Soleil des Scorta qui sera également un succès de librairie (80 000 exemplaires vendus entre la parution du roman et l'attribution du prix Goncourt en 2004).
Dans les années qui suivent, tout en poursuivant l’écriture de romans (Eldorado, La Porte des Enfers, Ouragan, Écoutez nos défaites) Laurent Gaudé continue son travail pour le théâtre et développe de nouvelles collaborations avec d’autres formes d'art : photographie, musique, poésie, films…
En 2010, il rencontre la comédienne irlandaise Olwen Fouéré qui crée à Dublin sa pièce Sodome ma douce. En 2016, il écrit pour elle Danse Morob. La pièce sera créée en 2017 à Dublin.
Il collabore par ailleurs avec plusieurs compositeurs contemporains : Thierry Pécou, Roland Auzet, Thierry Escaich, Michel Petrossian, Kris Defoort.
À partir de 2013, Laurent Gaudé entreprend une série de voyages (à Port-au-Prince, au Kurdistan irakien, dans la jungle de Calais, au Bangladesh…) qui donnent lieu à des reportages dans la presse, mais également à des poèmes qu’il publiera en 2017 sous la forme d’un recueil intitulé De sang et de lumière. Il écrit la voix off du film documentaire Nulle part en France, de Yolande Moreau, sur la jungle de Calais.
En 2018, le metteur en scène québécois Denis Marleau crée au Théâtre de Quat'Sous de Montréal Le Tigre bleu de l’Euphrate avec le comédien Emmanuel Schwartz. Ce spectacle connaît un succès retentissant et est repris la saison suivante.
En 2019, il publie un long poème Nous l'Europe, banquet des peuples qui remporte le prix du livre européen. La même année, le texte est créé au Festival In d'Avignon dans une mise en scène de Roland Auzet. En 2019 toujours, Salina, les trois exils, son dixième roman, remporte un triple prix à la Réunion : le grand prix du roman métis, le prix du roman métis des lecteurs, et enfin le prix du roman métis des lycéens.
En 2020, il publie Paris, mille vies.
En 2021, sa pièce La Dernière Nuit du monde est créée au Festival d’Avignon dans une mise en scène de Fabrice Murgia.
En 2022 paraît Chien 51, roman policier d'anticipation dystopique, qui se voit décerner le prix 2022 des Écrivains du Sud (catégorie roman) en novembre 2022. En juillet 2024, la presse révèle qu'une adaptation cinématographique du roman par le réalisateur Cédric Jimenez est en cours de tournage avec une sortie du film prévue en 2025. 
En 2023, il publie Même si le monde meurt ou le tout grand voyage, pièce de théâtre ayant pour thème la fin du monde.
Durant toutes ces années, Laurent Gaudé effectue de nombreuses lectures à voix haute, en compagnie de comédiens tels que : Dominique Blanc, Judith Henry, Rachida Brakni, Sara Giraudeau, Didier Sandre, Carlo Brandt, Emmanuel Schwartz, Agnès Sourdillon, Bruno Putzulu, Hugues Quester, Guillaume Gallienne, Jean-Marc Bourg, Patrick Sueur, Marie Christine Barrault, Benoît Poelvoorde… 
Il dénonce avec d'autres écrivains dans une tribune en mai 2025 le « génocide » de la population à Gaza et demande « un cessez-le-feu immédiat ». 

### Vie privée
Laurent Gaudé est le frère du journaliste Ivan Gaudé (ancien de Joystick et cofondateur de Canard PC).

## Œuvres

### Théâtre
- Combats de possédés, Actes Sud, 1999
- Onysos le furieux, Actes Sud, 2000
- Pluie de cendres, Actes Sud, 2001
- Cendres sur les mains, Actes Sud, 2002
- Le Tigre bleu de l'Euphrate, Actes Sud, 2002
- Salina, Actes Sud, 2003
- Médée Kali, Actes Sud, 2003
- Les Sacrifiées, Actes Sud, 2004
- Sofia Douleur, Actes Sud, 2008
- Sodome, ma douce, Actes Sud, 2009
- Mille orphelins suivi de Les Enfants Fleuve, Actes Sud, 2011
- Caillasses, Actes Sud, 2012
- Daral Shaga suivi de Maudits les Innocents, livrets d’opéra, Actes Sud, 2014
- Danse, Morob, Actes Sud, 2016
- Et les colosses tomberont, Actes Sud, 2018
- La dernière nuit du monde, Actes Sud, 2021
- Grand Menteur, Actes Sud, 2022
- Même si le monde meurt ou le tout grand voyage, Actes Sud, 2023

### Romans
- Cris, Actes Sud, 2001
- La Mort du roi Tsongor, Actes Sud, 2002
- Le Soleil des Scorta, Actes Sud, 2004
- Eldorado, Actes Sud, 2006
- La Porte des Enfers, Actes Sud, 2008
- Ouragan, Actes Sud, 2010
- Pour seul cortège, Actes Sud, 2012
- Danser les ombres, Actes sud, 2015
- Écoutez nos défaites, Actes Sud, 2016
- Salina : les trois exils, Actes Sud, 2018
- Paris, mille vies, Actes Sud, 2020
- Chien 51, Actes Sud, 2022
- Terrasses ou notre long baiser si longtemps retardé, Actes Sud, 2024
- "Zem", Actes Sud, 2025

### Recueils de nouvelles
- Dans la nuit Mozambique, Actes Sud, 2007 – recueil de quatre nouvelles.
- Voyages en terres inconnues. Deux récits sidérants, Magnard, 2008 – recueil de deux nouvelles, issues du précédent recueil. Publication scolaire qui reprend deux nouvelles du recueil Dans la nuit Mozambique : la nouvelle au titre homonyme et Sang négrier

- Les Oliviers du Négus, Actes Sud, 2011 – recueil de quatre nouvelles

### Poésie
- De sang et de lumière, Actes Sud, 2017
- Nous, l'Europe banquet des peuples, Actes Sud, 2018

### Littérature jeunesse
- La Tribu de Malgoumi, illustré par Frédéric Stehr, Actes Sud Junior, 2008 - album jeunesse

### Photographie
- Je suis le chien Pitié, avec le photographe Oan Kim, Actes Sud, Hors Collection, 2009
- avec le photographe Gaël Turine, En bas la ville, Le Bec en l'air, 2017, 122 p. (ISBN 978-2367441115)

## Adaptation de son œuvre
En 2014, son roman Le Soleil des Scorta, publié dix ans auparavant, inspire le peintre et illustrateur Benjamin Bachelier, qui en tire une version illustrée, aux éditions Tishina : « Sa version de l’histoire est tantôt lumineuse comme le soleil des Pouilles, tantôt sombre comme la misère des Scorta. Dans un foisonnement de techniques — aquarelles, acryliques, dessins et encres — Benjamin réussit, surtout, à donner des couleurs inattendues aux souvenirs et aux rêves des personnages. »

## Principales mises en scène en France
- 2000 : Onysos le Furieux, au théâtre national de Strasbourg (TNS) , mise en scène par Yánnis Kókkos
- 2001 : Pluie de cendres, au Studio de la Comédie-Française, mise en scène par Michel Favory
- 2001 : Cendres sur les mains, à Théâtre Ouvert, mise en scène par Jean-Marc Bourg
- 2003 : Médée Kali, au théâtre du Rond-Point, mise en scène par Philippe Calvario
- 2004 : Les Sacrifiées, au théâtre Nanterre-Amandiers, mise en scène par Jean-Louis Martinelli
- 2005 : Cris, à Théâtre Ouvert, mise en scène par Stanislas Nordey
- 2006 : Salina, au théâtre du Nord (Lille-Tourcoing), mise en scène par Vincent Goethals
- 2011 : Sodome ma douce, à Théâtre Ouvert, mise en scène par Stanislas Nordey
- 2012 : Caillasses, au théâtre du Peuple de Bussang, mise en scène par Vincent Goethals
- 2019 : Nous l’Europe, banquet des peuples, au Festival In d’Avignon, mise en scène par Roland Auzet
- 2021 : La Dernière Nuit du monde, au Festival In d’Avignon, mise en scène par Fabrice Murgia

## Principales mises en scène à l’étranger
- 2000, Allemagne : Combats de possédés, mise en scène de Yürgen Bosse à la Schauspiel de Essen

- 2002, Autriche : Combats de possédés, mise en scène de Gerhard Willert au Landes Theater de Linz

- 2010, Burkina Fasso : Salina, mise en scène d’Esther Marty-Kouyaté, à l’Institut français du Burkina Faso

- 2010, Irlande : Sodome ma douce, mise en scène de Lynne Parker (Rough Magic Theatre company) au Project Arts Centre de Dublin, avec Olwen Fouéré

- 2013, Tunisie : Caillasses, mis en scène de Jean-Luc Garcia El Teatro de Tunis

- 2015, Belgique : Daral Shaga, opéra-cirque composé par Kris Defoort, mis en scène par Fabrice Murgia et Philippe de Coen, au Palais des Beaux-Arts de Charleroi (2015) et au Théâtre National à Bruxelles (2017)

- 2015, Brésil : Salina, mise en scène par Ana Teixeira et Stephane Brodt à l’Amok Teatro de Rio de Janeiro

- 2017, Irlande : Danse, Morob, mise en scène d’Olwen Fouéré et Emma Martin (Compagnie The Emergency Room). Création au Project Art Center de Dublin

- 2018, Québec : Le Tigre bleu de l’Euphrate, mise en scène par Denis Marleau au Théâtre de Quat'Sous de Montréal

- 2018, Québec : Écoutez nos défaites / END, mise en scène de Roland Auzet au Théâtre Prospero de Montréal

## Distinctions

### Prix
- 2001 : Prix Atout Lire de la ville de Cherbourg pour Cris
- 2002 : prix Goncourt des lycéens pour La Mort du roi Tsongor
- 2003 : prix des libraires pour La Mort du roi Tsongor
- 2004 : prix Goncourt pour Le Soleil des Scorta[16]
- 2004 : prix Jean-Giono pour Le Soleil des Scorta
- 2004 : prix du Roman populiste pour Le Soleil des Scorta
- 2005 : prix du meilleur livre adaptable au Forum international de littérature et cinéma de Monaco pour Le Soleil des Scorta
- 2009 : prix du magazine GAEL pour La Porte des Enfers
- 2010 : prix Euregio (Euregio Schüler Literaturpreis) pour Eldorado
- 2012 : prix « Lire dans le noir » pour La Mort du roi Tsongor lu par Pierre-François Garel aux éditions Thélème
- 2018 : Coup de cœur parole enregistrée et documents sonores 2018 de l’Académie Charles-Cros pour De sang et de Lumière[17]
- 2019 : prix du livre européen pour Nous, l'Europe banquet des peuples
- 2019 : Grand Prix du roman métis, prix du roman métis des lecteurs, prix du roman métis des lycéens pour Salina, les trois exils
- 2022 : prix des Écrivains du Sud, catégorie roman pour Chien 51

### Décorations
- Officier de l'ordre des Arts et des Lettres, le 23 mars 2017[18].